# Vela nos Jogos Olímpicos de Verão de 1952
As competições da vela nos Jogos Olímpicos de Verão de 1952 foram disputadas entre os dias 20 e 28 de julho daquele ano em Harmaja, ilha nos arredores de Helsinque, na Finlândia. O programa de 1952 consistia num total de cinco classes (disciplinas) de vela. Para cada uma das classes do evento foram sete regatas. A navegação foi realizada nos percursos olímpicos do tipo triangular. A partida foi feita no centro de um conjunto de oito marcas numeradas que foram colocadas em um círculo. Durante o procedimento de largada, a sequência das marcas foi comunicada aos velejadores. Ao escolher a marca que estava mais contra o vento, a largada sempre poderia ser feita contra o vento.

## Local
Duas áreas de campo foram criadas em frente a Helsinque. Um para o finlandês fora da ilha Liuskasaari. O curso finlandês tinha 5,4 milhas náuticas de comprimento e forma triangular. Para os barcos de quilha foi utilizada uma área de curso perto do farol de Harmaja. Um curso de 13,1 nm foi definido para Star, Dragon, 5.5 e 6 Metre, pouco mais de um nm ao sul do farol. Especialmente o curso de keelboat foi situado em uma área de boas condições de navegação. Sem correntes ou movimentos de maré e sem obstáculos ao redor do curso que possam criar sombras de vento. Por outro lado, o percurso finlandês foi feito perto de ilhas abrigadas e, portanto, seguro para este tipo de navegação. Este percurso também proporciona aos espectadores uma bela visão das corridas.

## Participantes
- ARG Argentina
- AUS Austrália
- AUT Áustria
- BAH Bahamas
- BEL Bélgica
- BRA Brasil
- CAN Canadá
- CUB Cuba
- DEN Dinamarca
- ESP Espanha
- FIN Finlândia
- FRA França
- GBR Grã-Bretanha
- GER Alemanha
- GRE Grécia
- IRL Irlanda
- ITA Itália
- JPN Japão
- MON Mônaco
- NED Países Baixos
- NOR Noruega
- POR Portugal
- RSA África do Sul
- SUI Suíça
- SWE Suécia
- URS União Soviética
- USA Estados Unidos
- URU Uruguai
- YUG Iugoslávia

## Eventos
| Classe    | Tipo            | Local   | N.º de equipes | Primeira exibição |
| --------- | --------------- | ------- | -------------- | ----------------- |
| Finn      | bote            | Harmaja | 28             | 1952              |
| Star      | barco de quilha | Harmaja | 21             | 1932              |
| Dragon    | barco de quilha | Harmaja | 17             | 1948              |
| 5.5 Metre | barco de quilha | Harmaja | 16             | 1952              |
| 6 Metre   | barco de quilha | Harmaja | 11             | 1908              |

## Medalhistas
| Evento             | Ouro | Prata                                                                         | Bronze                                                                             |
| ------------------ | --- | ----------------------------------------------------------------------------- | ---------------------------------------------------------------------------------- |
| Finn detalhes      | Paul Elvstrøm DEN Dinamarca                                                                                | Charles Currey GBR Grã-Bretanha                                               | Rickard Sarby SWE Suécia                                                           |
| Star detalhes      | Agostino Straulino Nicolò Rode ITA Itália                                                                  | John Price John Reid USA Estados Unidos                                       | Joaquim Fiúza Francisco de Andrade POR Portugal                                    |
| Dragon detalhes    | Thor Thorvaldsen Haakon Barfod Sigve Lie NOR Noruega                                                       | Per Gedda Erland Almqvist Sidney Boldt-Christmas SWE Suécia                   | Theodor Thomsen Erich Natusch Georg Nowka GER Alemanha                             |
| 5.5 Metre detalhes | Britton Chance Michael Schoettle Edgar White Sumner White USA Estados Unidos                               | Peder Lunde Vibeke Lunde Børre Falkum-Hansen NOR Noruega                      | Folke Wassén Carl-Erik Ohlson Magnus Wassén SWE Suécia                             |
| 6 Metre detalhes   | Herman Whiton Everard Endt John Adams Morgan Eric Ridder Julian Roosevelt Emelyn Whiton USA Estados Unidos | Finn Ferner Tor Arneberg Johan Ferner Erik Heiberg Carl Mortensen NOR Noruega | Ernst Westerlund Ragnar Jansson Jonas Konto Rolf Turkka Paul Sjöberg FIN Finlândia |

## Quadro de medalhas
| Ordem | País               | Medalha de ouro | Medalha de prata | Medalha de bronze |    | Ordem por total |
| ----- | ------------------ | --------------- | ---------------- | ----------------- | -- | --------------- |
| 1     | USA Estados Unidos | 2               | 1                |                   | 3  | 1               |
| 2     | NOR Noruega        | 1               | 2                |                   | 3  | 1               |
| 3     | DEN Dinamarca      | 1               |                  |                   | 1  | 2               |
| 3     | ITA Itália         | 1               |                  |                   | 1  | 2               |
| 5     | SWE Suécia         |                 | 1                | 2                 | 3  | 1               |
| 6     | GBR Grã-Bretanha   |                 | 1                |                   | 1  | 3               |
| 7     | FIN Finlândia      |                 |                  | 1                 | 1  | 3               |
| 7     | GER Alemanha       |                 |                  | 1                 | 1  | 3               |
| 7     | POR Portugal       |                 |                  | 1                 | 1  | 3               |
| TOTAL | TOTAL              | 5               | 5                | 5                 | 15 | —               |